# Anton Josef Reiss
Pour les articles homonymes, voir Reiss.
Anton Josef Reiss, également Reiß, né le 25 octobre 1835 à Düsseldorf et mort en 1900 dans la même ville, est un sculpteur allemand. Installé à Düsseldorf, il se consacre à l'art sacré pour les églises, dont une Pietà en marbre pour Saint-Géréon à Cologne dans un style proche du mouvement nazaréen.

## Biographie
Anton Josef Reiss naît le 25 octobre 1835 à Düsseldorf,.
Il est le troisième enfant de Carl Peter Josef Reiß, qui travaille alors comme cocher, et de Sophie Henriette Fink. Ses sœurs sont Luise et Christine,. Il reçoit sa formation de sculpteur auprès de Julius Bayerle (1826-1873), qui a ensuite créé le premier atelier de sculpture à la Kunstakademie Düsseldorf sous la direction de Wilhelm von Schadow. Auparavant, Reiss avait fréquenté la classe élémentaire de Joseph Wintergerst à la Kunstakademie en 1851. Il fréquente également le cours d'antiquités de Karl Ferdinand Sohn de 1854 à 1855 et reçoit des cours d'anatomie et de proportions auprès de Heinrich Mücke . Josef Reiss est membre du groupe d'artistes Malkasten et, au milieu des années 1870, il a son atelier au 88 Klosterstraße, où il héberge sa mère veuve . Au début des années 1880, Reiss se construit une maison à l'angle du 28 Kurfürstenstraße et du 128 Klosterstraße . Le propriétaire de la maison voisine était, entre autres, la famille de Gustav Rutz .
Il consacre entièrement son œuvre à l'église, dans un style proche du mouvement nazaréen. Pour sa Pietà en marbre pour Saint Géréon à Cologne, il s'inspire de modèles italiens, dont la Pietà de Michel-Ange dans la basilique Saint-Pierre de Rome. Il crée un nouveau calvaire à côté de l'église Saint-Lambert de Düsseldorf (de), remplaçant une sculpture de groupe gothique tardive de sept personnages qui était tombée en ruine.
Anton Josef Reiss meurt le 31 janvier 1900 à Düsseldorf ou le 1er février.

## Œuvre
Source : 
- Andernach

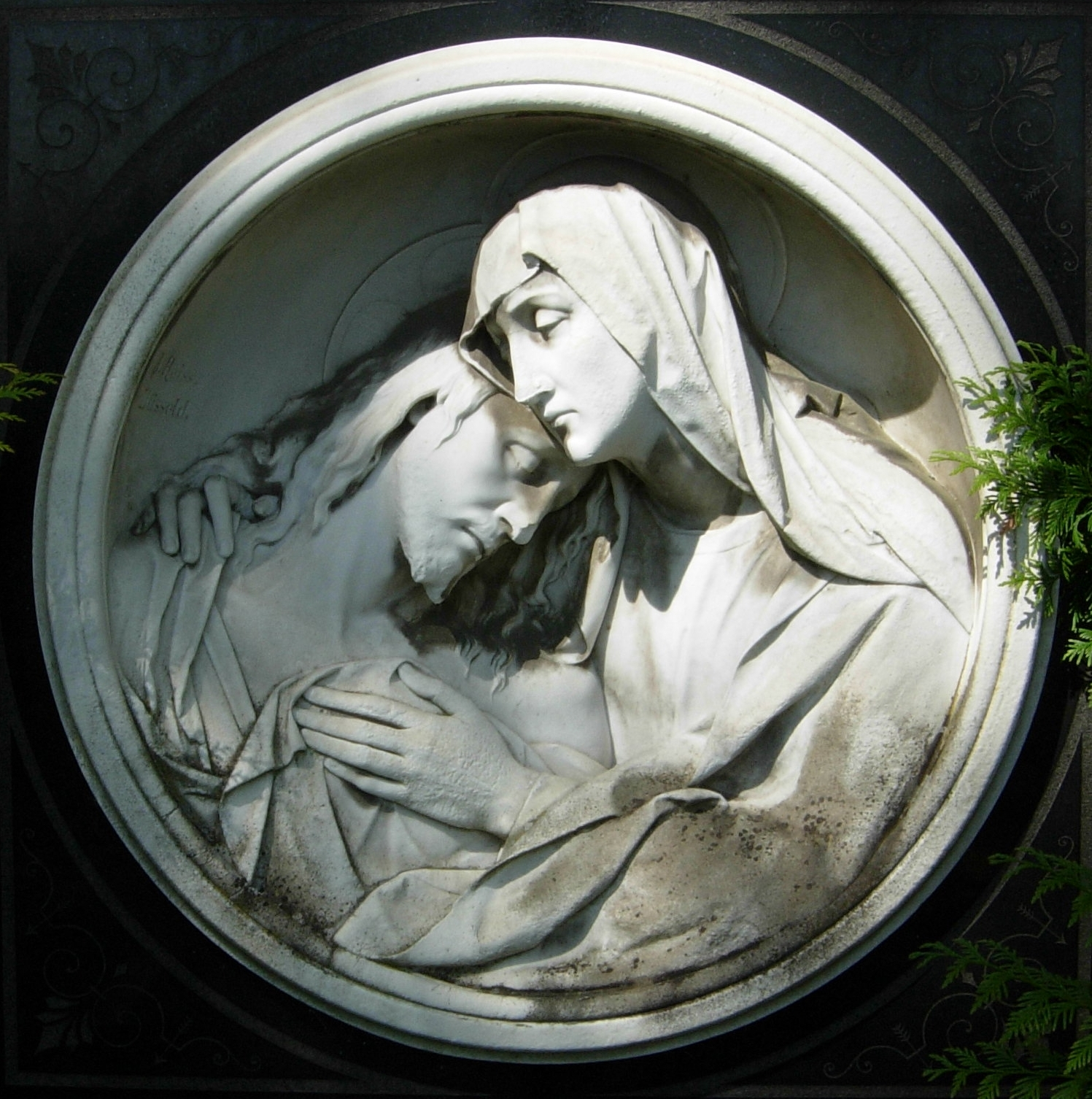
Marble Pietà medallion by Reiss on the Poppelsdorf cemetery in Bonn

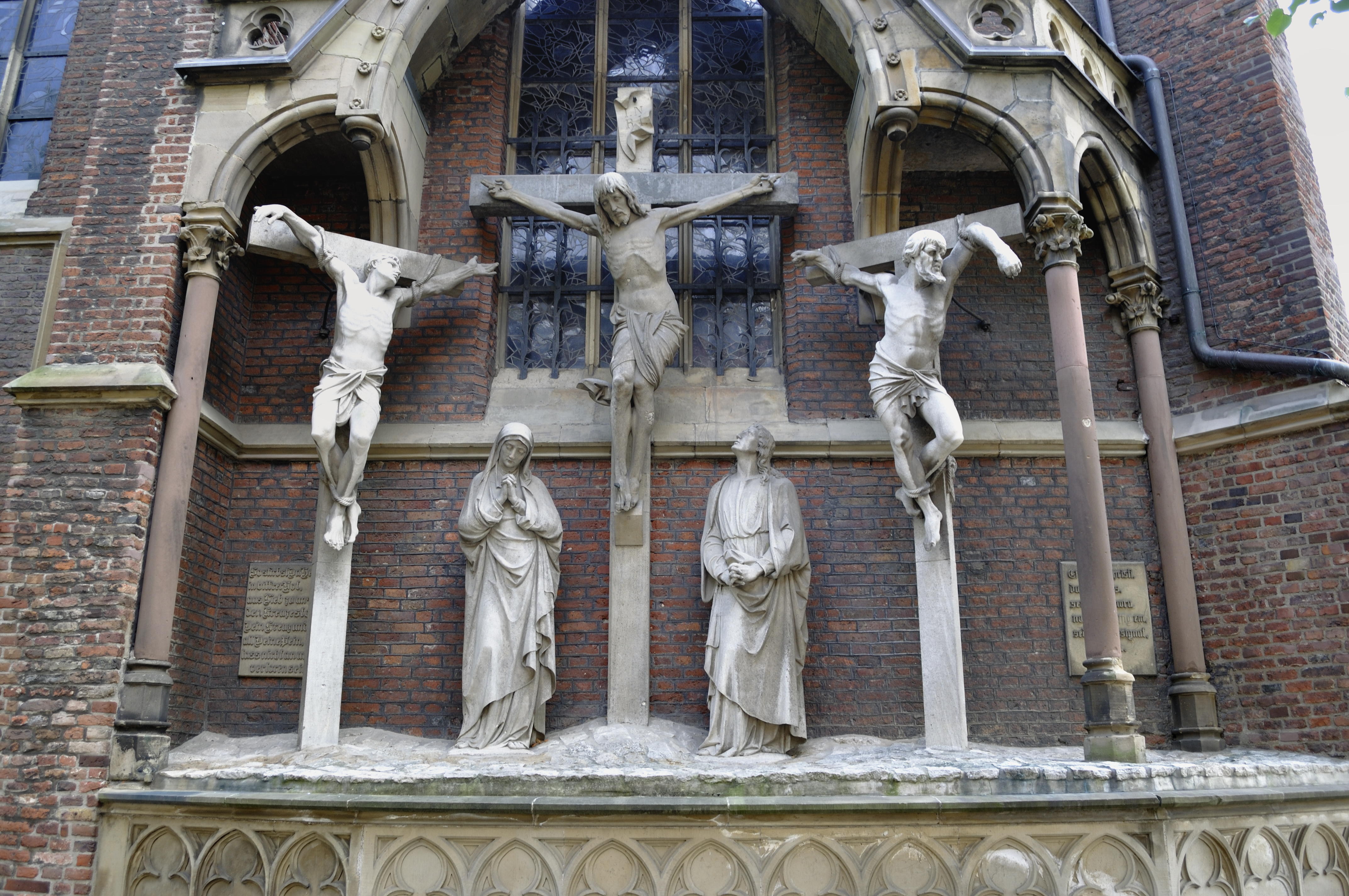
New Calvary at St. Lambertus in Düsseldorf

  - Madone, sculpture sur bois, Église de l'Assomption d'Andernach (de)[2].
- Cologne
  - Pietà en marbre à Saint-Géréon (1897)[2],[17]
- Düsseldorf
  - Figures allégoriques sur la façade du Nouvel hôtel de ville de Düsseldorf (de).
  - Sculptures, la croix au-dessus de l'autel et la Madone à l'église de l'Immaculée-Conception (de).
  - Chemin de croix à St. Mariä Empfängnis, avec son élève Alexander Iven (de).
  - Madone sur la colonne de Marie (de) sur la Maxplatz.
  - Nouveau Calvaire et figures de saints au portail de l'église Saint-Lambert de Düsseldorf (de).
  - Tombe de Friedrich Wilhelm von Schadow au cimetière de Golzheim.
- Duisbourg
  - Monument aux morts pour les soldats des guerres d'unification avec Duisburgia assis sur la place de la Königstraße (inauguré en 1873, non conservé).
  - Monument à Gerardus Mercator sur la Burgplatz (de) devant la mairie[2].
- Grefrath
  - Autels et figures de saints à Saint-Étienne[2],[18].
- Hüls
  - Maître-autel de Saint-Cyriakus[2].
- Neuss
  - Autels latéraux de Saint-Quirinus